# Prosoplus laterialbus
Prosoplus laterialbus là một loài bọ cánh cứng trong họ Cerambycidae.